# Стадион имени Н. Ф. Гастелло
Стадион имени Н. Ф. Гастелло — спортивный стадион Уфимского моторостроительного производственного объединения в Черниковке города Уфы, рядом с парком имени Н. Ф. Гастелло.

## Характеристика
Имеет футбольное поле, легкоатлетическую беговую 400 м дорожку, три сектора для прыжков в длину, трибуны на 3240 мест, и залы атлетической гимнастики, бокса и борьбы.

## История
Открыт в 1939 году как стадион футбольного клуба «Крылья Советов» Уфимского моторного завода. В 1947 году спортивному клубу присвоено имя Героя Советского Союза Н. Ф. Гастелло.
Здание стадиона построено в 1955 году в стиле неоклассики по проекту архитектора В. А. Кондрашкова. В 1985 году у входа на стадион был открыт памятник Н. Ф. Гастелло (позднее перенесён в сквер Н. Ф. Гастелло).
На стадионе в 1948–1959 годах проводились первенства РСФСР по футболу, в 1977–1991 годах — чемпионаты СССР второй лиги, международные товарищеские матчи между командами спортивного клуба имени Н. Ф. Гастелло и «Хеми» города Галле (ГДР) в 1981 году, и «Мотор» города Прашки (Польша) в 1990 году.
В 2021 году реконструкция стадиона оценивалась в 100 млн рублей, с передачей в республиканскую собственность.